# Pobeda (Pobedenskoye, Maikop, Adiguesia)
Pobeda (del ruso: Победа) es un pueblo (posiólok) del raión de Maikop en la república de Adiguesia de Rusia. Está en la orilla derecha del Bélaya, afluente del Kubán, frente a Grozni, 6 km al norte de Tulski y 7 km al sur de Maikop, la capital de la república. Tenía 913 habitantes en 2010.
Pertenece al municipio Pobedenskoye.